# المدينة الفكرية
المدينة الفكرية قاعدة مركز أبو قرقاص بمحافظة المنيا في جمهورية مصر العربية. حسب إحصاءات سنة 2006، بلغ إجمالي السكان في المدينة الفكرية 63264 نسمة، منهم 31581 رجلا و31683 امرأة.